# Guerra de sesos
Guerra de sesos fue un concurso de televisión, emitido por la cadena española Telecinco, en 2009 y presentado por Jesús Vázquez y la gimnasta Almudena Cid.

## Formato
Concurso en el que se enfrentan dos equipos, integrados, respectivamente, por hombres y mujeres y que deben demostrar sus capacidades en pruebas físicas, mentales y de habilidad.

## Audiencia
El espacio fue retirado de la parrilla de Telecinco, tan sólo un mes después de su estreno, el 24 de abril de 2009, a la vista de los pobres resultados de audiencia: en torno a un millón de espectadores y un 10'5% de cuota de pantalla, muy por debajo de la media de la cadena, pese a los intentos de remontar el share con ediciones especiales en las que participaron personajes populares como Santi Millán, Rossy de Palma, David Meca, Milene Domingues o Jordi Rebellón.
El espacio volvió a emitise a partir de septiembre de 2009, en esta ocasión en la cadena filial de Telecinco, La Siete, con presentación de Eva González.